# 貫井川
貫井川（ぬくいがわ）は、東京都練馬区を流れる河川。

## 概要
石神井川の支流。全域が練馬区内で完結する廃河川。

90年代までは蓋付のコンクリート水路の痕跡が存在していた。

2000年代以降は、ほぼ全域が暗渠化されている。大半が水路敷と表記された遊歩道の形で痕跡を残している。

## 源流
下石神井五丁目・上石神井三丁目境界の井草通りの石神井消防署北付近を源流としている。(35.7298800, 139.6014543)付近が貫井川の起点跡として、1990年代までコンクリート蓋の側溝路地として存在していたが、2000年代前半に路地が封鎖され、南側マンション建設による土地整理で痕跡はほぼ無くなっている。

## 流路

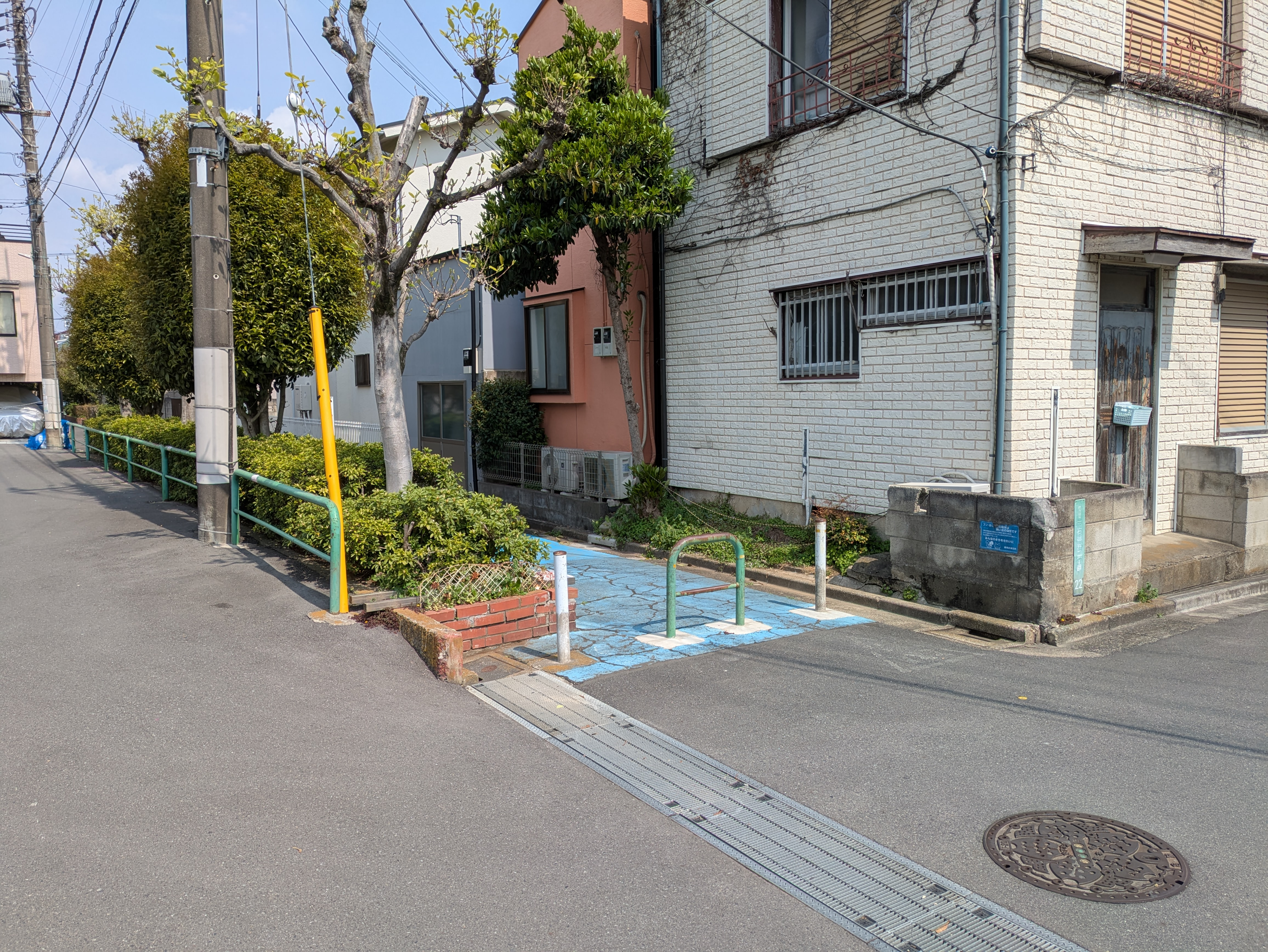
下石神井小学校南東部の貫井川跡の水路敷。地形の段差に痕跡を残す。

上流部
源流から東に流れ、現在集合住宅の敷地北側境界を東進の後に石神井消防署宿舎付近を南下。新青梅街道一旦合流し再度東進。新青梅街道歩道橋の東側より北上する。
下石神井小学校の南側を流れ、学校東側では街路の段差として痕跡を残す。流路は更に北上し、現状河川のあった経路跡は遊歩道として整理されている。下石神井での沿川には栄湯などの銭湯などもあったが、2016年に廃業している。
旧早稲田通りの下石神井一丁目バス停〜喜楽沼バス停間を交差し南田中へ到達する。
経路を東から北へ変えて伸びる遊歩道として、やまびこ児童遊園の東側に至り、往年の流路の形跡を明確に残す。
そのまま住宅街に進路を伸ばし、現在の南が丘中学校の校庭付近を流れていたが、学校の区画整備により流路変更される。最終的に同校の西側〜南側敷地の境界が流路となり、現在はそのまま路地として流路の形を残している。
河川は笹目通りと環八通りの交差点付近を流れていた。現状、環八通りにより河川は分断されている。
暗渠はさらに東進し、南田中3丁目と富士見台2丁目の境界線上を、住宅街の中を遊歩道に姿を変えて経路の痕跡を残しつつ、石神井東小学校の南側を北上。
西武池袋線の練馬高野台駅〜富士見台駅間の高架線を交差する。
下流部
西武池袋線北側に到達すると、都営練馬富士見台3丁目アパートの東側を北上する。
流路は環八を一旦北側へ横断、再度南側へ横断する形を取り、その際北側の流路跡は形状を活かす形の遊歩道で整備されている。
環八東側に横断すると、練馬区立ぞうさん児童遊園南側を東進。経路を第四商業高等学校を中心とした円を描くような経路で、貫井 3丁目の北〜西側の境界線をなぞる様に南下。
練馬区立貫井福祉園付近から東進し、貫井中学校の敷地南側を抜けた後に北上。
目白通りを越え、向山四丁目にて石神井川に合流する。
貫井川緑道などに整備されている部分は2020年まであった。

## 流域
- 上石神井
- 下石神井
- 南田中
- 富士見台
- 貫井
- 向山